# Istimrari
Istimrari és un tipus de possessió de la terra a l'Índia, especialment a Rajputana. El istimrari es concedia a canvi d'una renda que durava mentre es mantenia la terra i generalment era a perpetuïtat. El posseïdor d'un istimrari era el istimrar o istimrardari. Aquest tipus de tinença fou adoptat pels britànics a Ajmer-Merwara. La major part dels nobles (thakurs) amb istimraris eren feudataris de Jodhpur, com ara Pisangan.